# Cinema mitologico

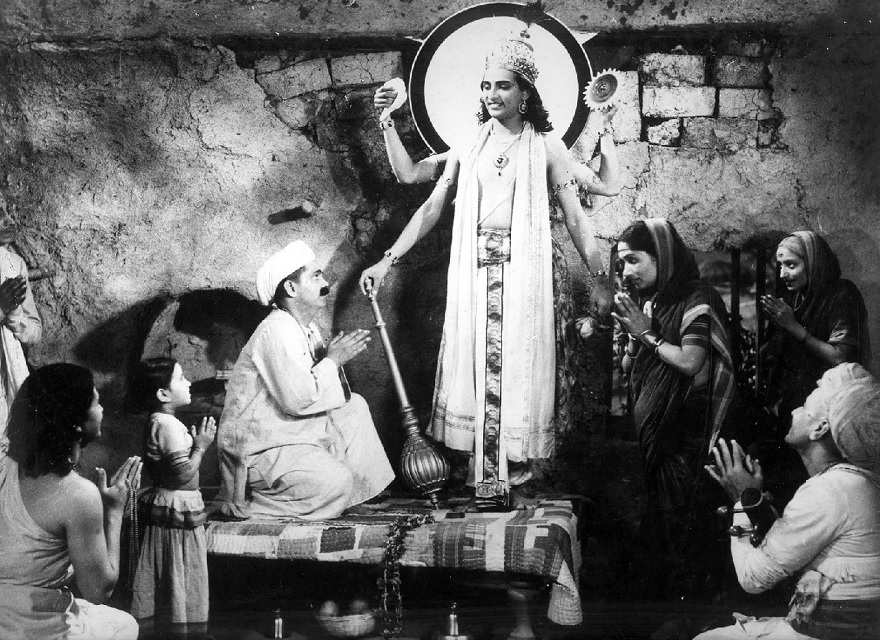
V. Shantaram come Visnù in Surekha Haran (1921), un film mitologico basato su un racconto dell'India meridionale con i personaggi del Mahabharata

Per cinema mitologico si intende quel genere cinematografico tipico del cinema indiano incentrato sulle divinità dell'induismo, sulle loro imprese e sulle loro relazioni reciproche e su quelle con demoni e mortali. Sono soprattutto trasposti i racconti tratti dalle epopee del  Mahabharata,  Ramayana o Purana.
Raja Harishchandra di Dadasaheb Phalke del 1913 è considerato il capostipite del genere ed è inoltre il primo film di finzione mai realizzato nell'India.
Si differenzia dal cinema devozionale, anch'esso di ispirazione essenzialmente religiosa, in quanto quest'ultimo tratta più in particolare della vita dei santi dell'induismo. Alcuni film a volte confondono i due generi e ciò porta a descriverli sotto l'espressione generica di "drammi religiosi".